# Садаиџин
Садаиџин (左大臣 Sadaijin) у преводу леви министар или министар левице била је владина позиција у старом Јапану током Нара и Хејан периода.
Садаиџин је титула који припада Даиџо-кану или у преводу Државном савету старог Јапана. Рана хијерархија даиџо-кана у власти обухватала је три струје: даиџо-даиџина који је био врста премијера и одмах испод њега садаиџина и удаиџина (министра деснице).
Садаиџин је нека врста сениорског министарства и као такав надгледао је послове у влади са удаиџином као замеником.
Садаиџин је друга по важности позиција у даиџо-кану, одмах испод позиције даиџо-даиџина (премијера, канцелара). Ова позиција је касније била резервисана за чланове Фуџивара породице који су током историје овог периода све више јачали и заузимали највише позиције у влади.
Титула садаиџина, заједно са остатком даиџо-кана изгубила је своју моћ током 10. и 11. века услед доминације клана Фуџивара који су се проширили у све аспекте политике. Систем је временом оборен у 12. веку када је клан Минамото успоставио контролу над државом и дворском аристократијом познатој и као куге. Ипак даиџо-кан се као систем накратко враћа у Меиџи ери све до успостављања модерних титула и позиција у влади.